# Emil Baudenbacher
Heinrich Emil Baudenbacher (* 24. Januar 1874, anderes Datum 4. Januar 1874 in Murten, anderer Ort St. Gallen; † 3. Mai 1921 in Hilterfingen) war ein Schweizer evangelischer Geistlicher und Volksschriftsteller.

## Leben

### Familie
Emil Baudenbacher war der Sohn des Buchbinders Gottlieb Baudenbacher.
Er war in erster Ehe mit Ida Tschiemer und, nach dem Tod seiner Ehefrau, seit dem 17. Oktober 1905 in zweiter Ehe mit Emma Tschiemer verheiratet; seine Ehefrauen waren die Töchter des Direktors der technischen Abteilung des Eisenbahndepartements Johann Tschiemer (1843–1900).
Seit 1905 bis zu seinem Tod wohnte er im Malerweg 13 in Bern.

### Werdegang
Nach dem Besuch des Gymnasiums in St. Gallen immatrikulierte sich Emil Baudenbacher zu einem Theologiestudium an der Universität Basel, dass er an der Universität Bern und der Universität Heidelberg fortsetzte.
Er wurde am 13. Mai 1897 im Berner Münster ordiniert und war von September 1897 bis 1900 Pfarrer in Röthenbach im Emmental, bevor er bis 1905 als Pfarrer in Twann tätig war. Von 1905 bis 1921 war er Pfarrer an der Pauluskirche im Quartier Länggasse in Bern und in dieser Zeit auch als Religionslehrer an der städtischen Knabensekundarschule sowie am städtischen Gymnasium (heute Gymnasium Kirchenfeld) und Armenvorsteher tätig.
Im April 1898 wurde er zum Feldprediger im Regiment Nr. 43 ernannt und war später beim Schützenregiment 12; er erreichte den Dienstgrad Hauptmann.
Er war auch Gründer und Präsident der Speiseanstalt Länggasse in Bern.
Von 1897 bis 1906 stand er mit dem Theologen Gustav Heinrich Bassermann in Korrespondenz.
Emil Baudenbacher verstarb während einer Kurmassnahme an seinem Kurort.

### Schriftstellerisches Wirken
Emil Baudenbacher verband in seinen volksaufklärerischen Schriften christliches Gedankengut, soziales Engagement und militärisch orientierten Patriotismus zum Idealbild einer demokratischen, starken, christlichen Schweiz, so unter anderem 1903 in seiner Schrift Bildung von Herz und Gemüt und 1919 in Zum Aufbau des Lebens. In seinen Veröffentlichungen Heimatglück von 1907 und Mitten durchs Herz von 1919, konnte er seine Anliegen auch erzählerisch umsetzen.
Er war auch Mitredakteur der Schweizerischen Reformblätter.

## Mitgliedschaften
Emil Baudenbacher war Mitglied der Studentenverbindung Zofinger.

## Schriften (Auswahl)
- Bildung von Herz und Gemüt. Bern: A. Francke, 1903.
- Heimatliche Erzählungen: Skizzen, Betrachtungen und Sprüche. Bern, 1907.
- Züge und Ziele unseres Volkslebens. Bern: W. Wälchli, 1910.
- Lebenssterne! Bern: A. Francke, 1912.
- Heimatglück. Zürich Orell Füssli 1914.
- Wir Schweizersoldaten: Worte und Gedanken unter der eidgenössischen Fahne von Hauptmann Emil Baudenbacher, Feldprediger. Zürich: Orell Füßli, 1914.
- Aus dem schweizerischen Militärleben. Zürich: Orell Füßli, 1915.
- Näher, mein Gott zu Dir! Zürich: Orell Füßli, 1915.
- Bei unsrer Landskraft! Worte an Schweizer Bürger und Soldaten. Zürich: Orell Füßli, 1917.
- Das Schweizerische Schützenregiment 12 während des Weltkrieges 1914–1917: Gedenkschrift. Liestal: Lüdin & Co., 1918.
- Mitten durchs Herz! Weinfelden Schweizer Heimatkunst-Verlag 1919.
- Zum Aufbau des Lebens. Bern: Wyss, 1919.
- Jungheinrich: Aus dem Licht- und Schattenspiel einer Jugend. Wetzikon-Zürich: H. Bebie, 1921.